# Henny Borchers
Henny Borchers (24. November 1864 in Hannover – nach 1910) war eine deutsche Kinderdarstellerin und Opernsängerin (Mezzosopran).

## Leben
Borchers, Tochter eines Kanzlisten und der Schauspielerin und Sängerin Alwine Heine-Moser (1831–1910), wurde schon in ihrem vierten Lebensjahre in Kinderrollen beschäftigt, und war eigentlich seit dieser Zeit, einige Entwicklungsjahre abgerechnet, immer beim Theater wirksam. Ihre gesangliche Ausbildung übernahm der Tenor Hermann Mathias in Frankfurt und ihr Stiefvater und Bariton Georg Heinrich Wilhelm Heine (1847–1893) setzte dieselbe weiter fort.
Ihr erstes Engagement fand sie 1890 in Koblenz. Eigentlich sang sie drei Jahre Mezzosopran, und erst als sie als „Santuzza“ einsprang (sie hatte diese Rolle zu ihrem Vergnügen einstudiert), macht man sie auf ihre durchaus dramatische Stimme aufmerksam, worauf sie auch in der Tat ins hochdramatische Fach überging. 1891 wirkte sie in Magdeburg, 1892 bis 1893 am Stadttheater in Augsburg, hierauf ein Jahr am Stadttheater Mainz, von wo sie einem Rufe ans Hoftheater in Darmstadt Folge leistete, welcher Bühne sie bis 1897 angehörte. Seit dieser Zeit wirkte die Künstlerin als beliebtes und verdienstvolles Mitglied am Stadttheater Breslau, wo sie sich mit ihrer „Brunhilde“ und ihrer „Isolde“ unbedingte Hochachtung. 1901 oder 1902 wurde die Künstlerin für das Stadttheater in Straßburg verpflichtet, wo sie als „Walküre“ debütierte. Dort verblieb sie bis 1910, ihr weiterer Lebensweg ist unbekannt.